# Whale (groupe)
Pour les articles homonymes, voir Whale.
Whale est un groupe de rock suédois des années 1990.
Formé de Henrik Schyffert, Cia Berg (Cia Soro) et Gordon Cyrus, le groupe écrivait des chansons en anglais. Leur plus grand succès est leur premier single, Hobo Humpin' Slobo Babe, sorti sur l'album We Care (1995). Le clip de cette chanson reçu le MTV Europe Music Award for Best Video en 1994.

## Discographie
- We Care (1995)
- Pay For Me (1995)
- All Disco Dance Must End In Broken Bones (1995)